# Casale Cremasco-Vidolasco
Casale Cremasco-Vidolasco ist eine norditalienische Gemeinde (comune) mit 1817 Einwohnern (Stand 31. Dezember 2023) in der Provinz Cremona in der Lombardei. Die Gemeinde liegt etwa 35 Kilometer nordnordwestlich von Cremona im Parco del Serio. Der Serio bildet die westliche Gemeindegrenze. Der Verwaltungssitz der Gemeinde befindet sich im Ortsteil Casale Cremasco.

## Geschichte
1935 wurden die vormals eigenständigen Gemeinden Casale Cremasco und Vidolasco zusammengelegt.